# Пшеничников, Виталий Георгиевич
Виталий Георгиевич Пшеничников (8 ноября 1951, Курган — 30 мая 2016, Курган) — советский и российский государственный и партийный деятель, первый секретарь Курганского городского комитета КПСС (1985—1986), председатель Курганского городского Совета народных депутатов (1991—1992), директор ОАО «Акционерное Курганское общество медицинских препаратов и изделий «Синтез» (1996—2016). Член Политического совета Курганского регионального отделения партии «Единая Россия».

## Биография
Виталий Георгиевич Пшеничников родился 8 ноября 1951 года в городе Кургане Курганской области.
В 1974 году окончил Челябинский политехнический институт им. Ленинского комсомола по специальности «конструирование и производство радиоаппаратуры, радиоинженер».
Трудовую деятельность начал инженером-конструктором на Курганском машиностроительном заводе. Затем работал инженером-технологом, заместителем начальника цеха, в 1977—1979 годах избирался секретарём заводского комитета ВЛКСМ.
В 1979 году был избран первым секретарём Курганского горкома ВЛКСМ.
С 1981 года работал в партийных и советских органах Кургана. Был заведующим промышленно-транспортным отделом Курганского горкома КПСС, первым секретарём Первомайского райкома КПСС, первым секретарём Курганского горкома КПСС, председателем Курганского городского Совета народных депутатов.
В 1983 году окончил Харьковский инженерно-экономический институт.
В 1988 году окончил Свердловскую высшую партийную школу.
С 1992 года Виталий Георгиевич работал в ОАО «Акционерное Курганское общество медицинских препаратов и изделий «Синтез»: коммерческим директором, генеральным директором (26 апреля 1996 года — сентябрь 2004), а с 2003 года в связи с созданием управляющей компании ЗАО «Фарм-Центр», объединяющей 3 завода по выпуску лекарственных препаратов, — генеральным директором ЗАО «Фарм-Центр» и исполнительным директором ОАО «Синтез». 17 февраля 2016 года из-за плохого состояния здоровья (проблемы с сердцем и артериальным давлением)В. Г. Пшеничников ушёл в отставку.
С 1997 года — член правления «Союза промышленников Курганской области».
С 1998 года — заместитель председателя совета по развитию промышленного комплекса при губернаторе Курганской области.
В. Г. Пшеничников был членом Политического совета Курганского регионального отделения партии «Единая Россия». В период избирательной кампании по выборам Президента Российской Федерации возглавлял региональный избирательный штаб Общероссийского народного фронта «За Путина!».
Виталий Георгиевич Пшеничников умер 30 мая 2016 года в больнице после продолжительной болезни.

## Награды и звания
- Орден Почёта[8]
- Орден Дружбы
- Медаль «За содружество во имя спасения»
- Медаль «За особый вклад в обеспечение пожарной безопасности особо важных государственных объектов»
- Медаль «За отличие в экологической деятельности»
- Медаль «Маршал Василий Чуйков»
- Почетный химик Российской Федерации
- Почётный гражданин Курганской области (20 марта 2006 года)
- Почётная грамота Курганской городской Думы и прилагающийся к ней нагрудный знак (16 декабря 2015 года, вручение 14 января 2016)[9]
- Знак отличия Губернатора Курганской области «За благое дело»
- победитель областных конкурсов[10]
  - «Надёжный работодатель 2008 г.»
  - «Лучший работодатель 2009 г.»
  - «Директор 2009 г.».
- Портрет занесён в галерею «Курганцы — гордость города» в номинации «Лучший среди руководителей» в 2000 г[11]., 2004 г[12]., 2006 г[13]., 2012 г[14].

## Семья
Виталий Георгиевич Пшеничников был женат, жена Татьяна, воспитал двух дочерей, Светлану и Марину.